# Vangueria fulva
Vangueria fulva là một loài thực vật có hoa trong họ Thiến thảo. Loài này được (Robyns) Lantz mô tả khoa học đầu tiên năm 2005.